# Bernardo Agustín de Zamora
Fray Bernardo Agustín de Zamora (1720 - Salamanca, 30 de noviembre de 1785) fue un helenista, gramático, lingüista y fraile carmelita calzado español.

## Biografía
Fue lector jubilado de Teología y se graduó de bachiller en Artes en Salamanca el 30 de octubre de 1762; en 1764 obtuvo la cátedra de Griego de la Universidad de Salamanca, que desempeñó hasta su muerte. Amigo de Antonio Tavira, era como él de ideología teológica jansenista e innovador y moderno, a juicio de Manuel José Quintana:
«El maestro Zamora, autor de una gramática griega estimada, pero cuyo genio audaz, alma independiente y carácter franco y resuelto le hacían todavía más estimable que su libro»
Propuso y logró una reforma de los planes estudios en 1771 que disponía, según la naturaleza de la materia que se enseñara, la obligación y opción del aprendizaje de las lenguas clásicas. Fue un excelente maestro, que recibía a sus alumnos en su celda para ampliar estudios y les dejaba utilizar su propia biblioteca personal, aunque tenía algunas rarezas referentes en su mayor parte a la pronunciación del griego. En sus clases, después que los alumnos habían aprendido a declinar y conjugar, dedicaba las horas a traducir y comentar gramatical, literaria e históricamente algún texto. Comenzaba generalmente con las fábulas de Esopo o las odas de Anacreonte, y seguía luego con las obras de Luciano, Demóstenes, Safo, Alceo, Píndaro, Teócrito o los Padres de la Iglesia. La mayor parte de su obra se conserva manuscrita en la biblioteca de dicha universidad. Por orden de Felipe Bertrán, obispo de Salamanca, tradujo la Historia de los seminarios clericales de Giovanni di Giovanni (1699-1753) del italiano (1778). Los dos últimos años de su vida faltó bastante a clase a causa de los efectos de una apoplejía, por lo cual nombró como sustituto a José Ayuso, preparándole el camino para conseguir la cátedra.
Entre sus discípulos estuvo el poeta Juan Meléndez Valdés, el helenista Casimiro Flórez Canseco y el poeta latino Francisco Sánchez Barbero. Su obra reformadora ha sido estudiada con detalle por Gabriel Espino Gutiérrez, Luis Gil, Concepción Hernando y Antonio Astorgano Abajo.

## Obras
- Trad. de Giovanni di Giovanni, Historia de los seminarios clericales... Salamanca: en la Imprenta de Francisco Rico, 1778.
- La ortografía de la Lengua Latina con los fundamentos de la griega relativos a la latina, (1774), manuscrito.
- Traducción de Diógenes Laercio, Vida del Philósofo Meliso, (1779), manuscrito.
- Oratio de sacra scientiae theologiae, 1778.
- De studio linguae graecae recte instituendo, 1778
- Trad. de Teofrasto, Caracteres
- Gramática general o introducción al estudio de todas las lenguas recopilada por el maestro fray Bernardo de Zamora... (s. a.), manuscrito.
- Gramática filosófica, según el sistema del Brocense, con las principales reglas en verso castellano, Madrid, Antonio Pérez de Soto, 1771 y 2.ª ed. Madrid, imprenta de Sancha, 1796.[6]